# Аль-Хафиз Лидиниллах
Абуль-Маймун Абдул-Маджид ибн Мухаммад аль-Хафиз Лидиниллах (или Аль-Хафиз Лидиниллах, араб. الحافظ‎; 1076—1149) — халиф Фатимидского халифата, правивший с 1130 по 1149 год.

## Биография
Аль-Хафиз происходил из династии Фатимидов, приходился двоюродным братом убитому аль-Амиру (1101—1130). Аль-Амир не назвал преемника перед смертью, поэтому преемственность аль-Хафиза подверглась сомнению: группа шиитов признала малолетнего сына аль-Амира, Тайиба, законным наследником. В 1131 году сторонники Тайиба (тайибиты) свергли аль-Хафиза и передали власть сыну Аль-Афдаля Шаханшаха по имени Кутайфа.
Однако менее чем через год Кутайфа был убит, а аль-Хафиз вернулся к власти, восстановившись в качестве регента. Он пытался провозгласить себя законным имамом и халифом, что привело к расколу. В данном случае впервые в династии Фатимидов власть не передавалась от отца к сыну. В связи с этим аль-Хафиз издал указ, в котором утвердил себя имамом и заявил, что аль-Амир оставил его своим наследником тайно. Из-за этого движение исмаилитов раскололось на три ветви: хафизиты, таййибиты и низариты.

## Борьба сыновей за власть
У аль-Хафиза было четверо сыновей: Сулейман, Хайдар, Хасан и абу Мансур. В 1134 между сыновьями аль-Хафиза началась борьба за наследование трона, и последователи различных ответвлений религии раскололись: исмаилиты и сунниты поддерживали разных претендентов на трон. В 1134 году аль-Хафиз назначил визирем своего старшего сына Сулеймана, однако после скоропостижной смерти последнего ему пришлось назначить визирем другого своего сына, Хайдара. Его третий сын, Хасан, оказался недоволен этим. Вскоре он организовал ополчение и стал во главе заговора против отца и старшего брата. Аль-Хасан убил нескольких военачальников, вызвав недовольство армии, потребовавшей его казни. Аль-Хафиз вынужден был организовать отравление Хасана. После этого он назначил визирем исповедовавшего христианство армянина, генерала Бахрама, что вызвало недовольство среди мусульман. Халифа настраивал против Бахрама губернатор Ашкелона, Ридван. Он же изгнал Бахрама из Каира в Верхний Египет, и халиф назначил Ридвана визирем. Назначение привело к тому, что Ридван, будучи суннитом, посчитал, что должен свергнуть халифа. Он объявил себя королём (маликом) и был убит в 1147 году.
В итоге, наследником аль-Хафиза, умершего в 1149 году от кишечной колики, был провозглашён его 17-летний сын аз-Зафир, последний, оставшийся в живых из его сыновей[страница не указана 2073 дня].